# Katholische Hochschule für Soziale Arbeit
Die Katholische Hochschule für Soziale Arbeit  war eine Fachhochschule in Trägerschaft des Bistums Trier mit Schwerpunkt Sozialarbeit in Saarbrücken.

## Geschichte
Vorgänger der Fachhochschule war die Katholische Höhere Fachschule für Sozialarbeit in Saarbrücken. In den Jahren 1971/72 wurde aus ihr zunächst die Katholische Fachhochschule für Sozialwesen und dann im Jahre 2000 die Katholische Hochschule für Soziale Arbeit (KHSA). Sie wurde aufgrund von Sparmaßnahmen des Bistums zum 31. Dezember 2008 geschlossen. Der Campus und einige Studiengänge wurden von der 2005 gegründeten Fakultät für Sozialwissenschaften der Hochschule für Technik und Wirtschaft des Saarlandes übernommen.